# 방도 (속옷)

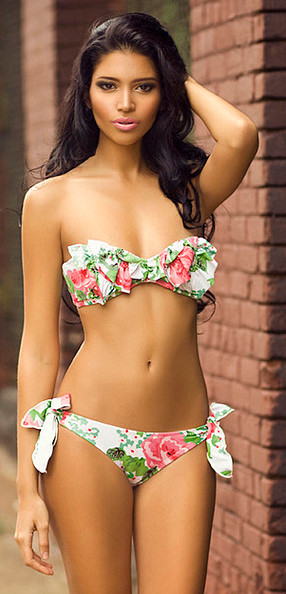
방도 비키니를 입은 여성

방도(프랑스어: Bandeau)는 어깨끈 없이 여성의 젖가슴을 감싸는 띠 모양의 속옷이다. 일반적으로 스포츠용 의류나 수영복에서 비키니의 일부로 여겨진다. 어깨끈이 없다는 점에서 튜브톱과 비슷하다.
방도는 일반적으로 흘러내리는 것을 막기 위해 탄성 있는 소재로 만들어지거나, 뒤나 앞에 묶어서 고정한다. 20세기 전반에, 방도는 여성들이 머리를 묶기 위해, 또는 머리장식의 일부로 착용하는 좁은 띠였다.

## 현재의 용도

### 현대적인 수영복

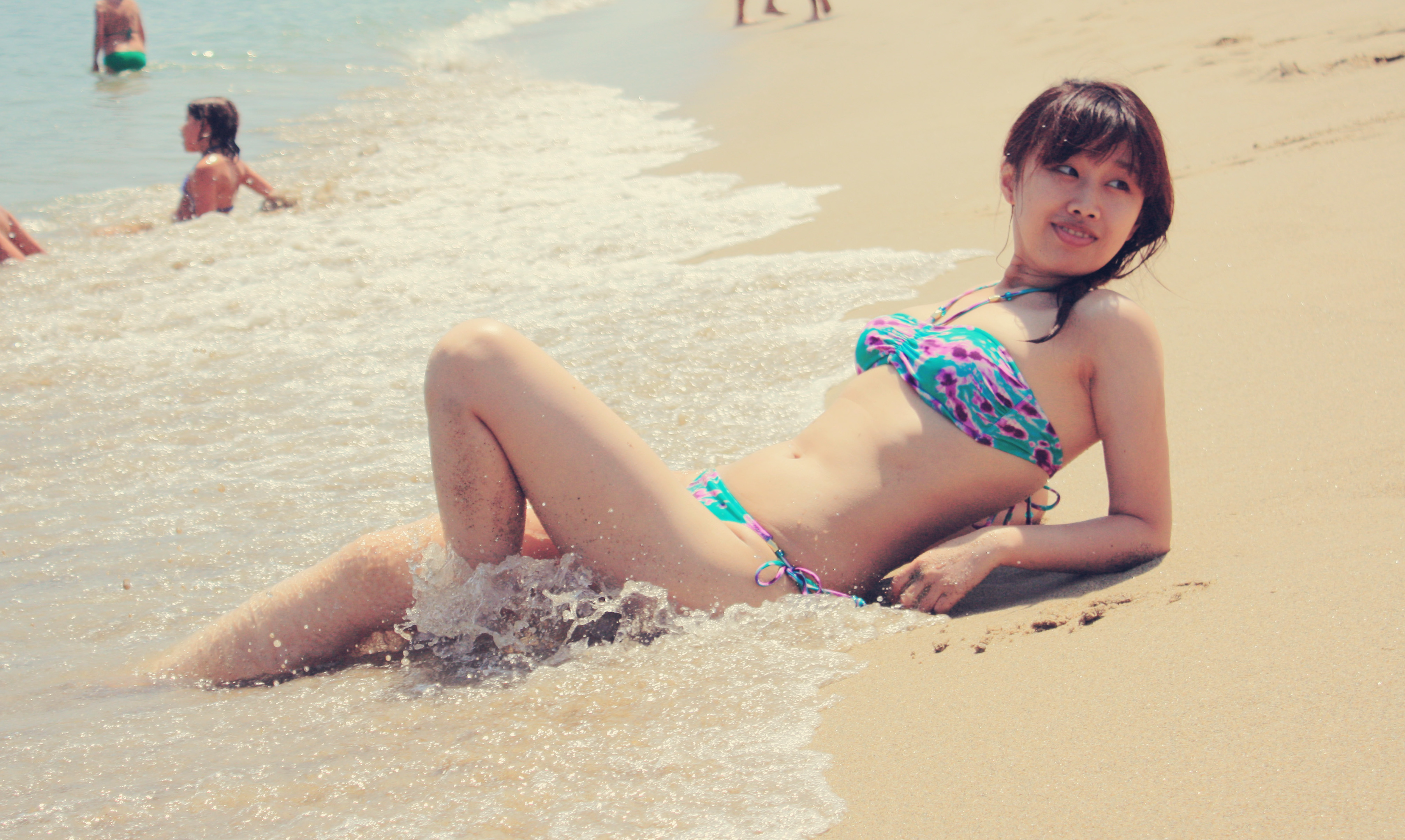
홀터넥이 달린 방도 비키니

방도는 1940년대 투피스 수영복의 윗부분으로 등장했다. 1950년대에 방도는 신체의 윤곽을 구조화하기 위해 기초를 통합하면서도 상대적으로 단순한 원형 또는 밴드 모양을 유지하면서 노출된 미드리프를 강조했다. 방도의 또 다른 변형은 신체의 중간 부분을 덮는 원피스 방도 수영복이다. 수영복에서의 인기는 스트링 비키니 시대 동안 감소했지만, 1980년대에 특히 스판덱스와 다른 스트레치 패브릭 블렌딩과 함께 다시 나타났다. 사이드 스테이, 전면 중앙의 V-와이어, O-링, 트위스트 탑 등이 인기 있는 디자인 요소다.
현대 스포츠 및 수영복에서 방도는 여성의 가슴에 착용하는 끈이 없는 옷이다. 앞이나 뒤에서 체결하거나 체결구가 전혀 필요하지 않도록 충분히 신축성이 있을 수 있다. 방도는 추가적인 지지를 위해 탈부착 가능한 홀터넥이 함께 제공될 수 있다. 스트랩이 없는 방도 또는 튜브톱은 1970년대부터 캐주얼 웨어 및 스포츠 웨어로도 착용되었으며, 때때로 스포츠 웨어 앙상블의 일부로 착용된다.